# Richard Diebenkorn
Richard Diebenkorn

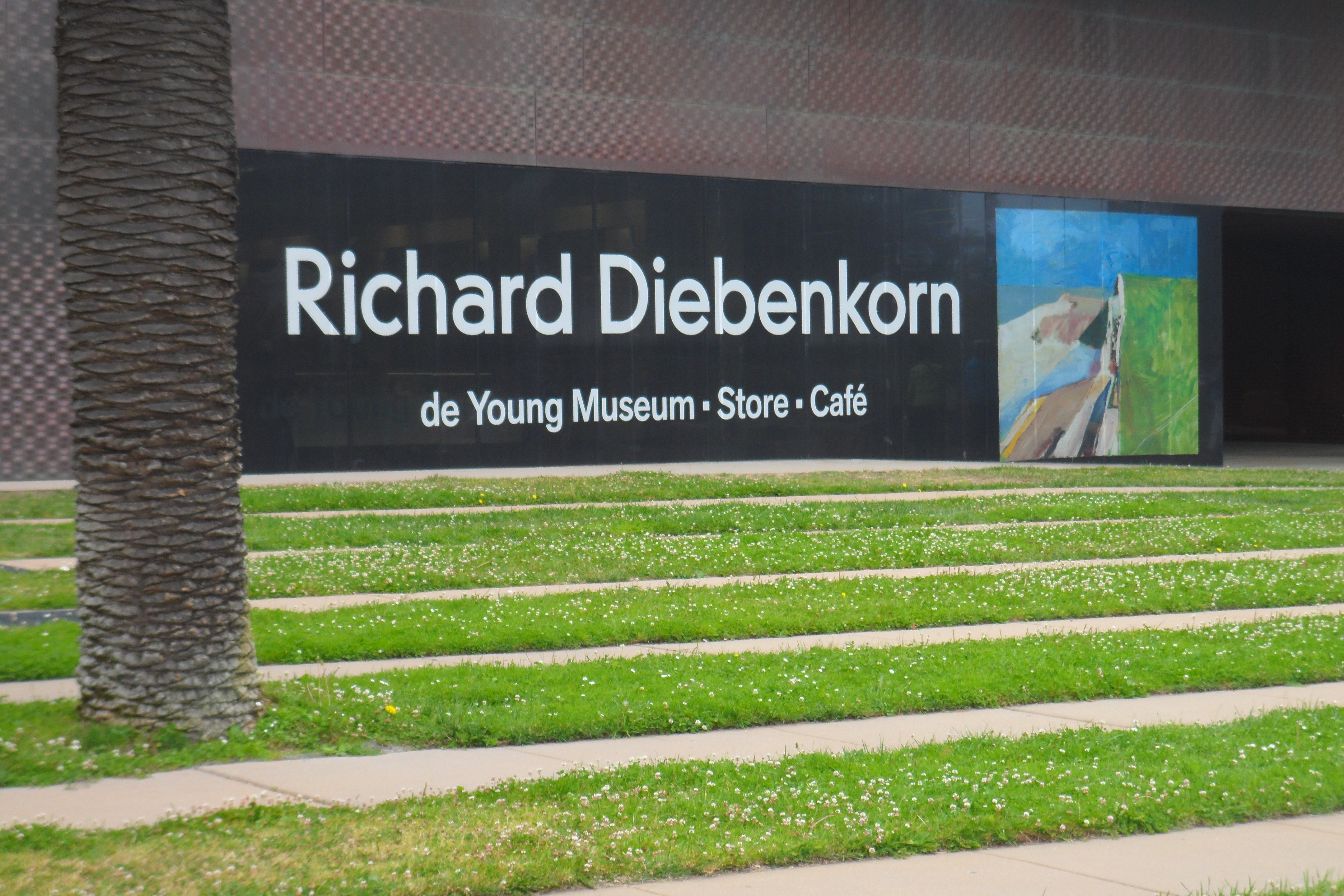
Annonce d'exposition sur Richard Diebenkorn (De Young Museum)

(né le 22 avril 1922 et mort le 30 mars 1993) est un peintre et graveur américain du XXe siècle. Ses débuts sont associés à l'expressionnisme abstrait et à l'école de San Francisco, mouvement figuratif des années 1950 et 1960. Plus tard, son travail (la série Ocean Park) contribue à son inscription dans l'histoire de l'art mondial.

## Biographie
Richard Clifford Diebenkorn Junior est né à Portland, en Oregon. Sa famille déménage à San Francisco, en Californie, alors qu'il est âgé de deux ans. Dès quatre ou cinq ans, il dessine continuellement.
En 1940, le jeune Diebenkorn entre à l'université Stanford, où il rencontre ses deux premiers maîtres, le professeur et peintre mural Victor Arnautoff, qui lui enseigne les subtilités de la peinture à l'huile, et Daniel Mendelowitz, avec qui il partage une passion pour l'œuvre d'Edward Hopper. L'Influence de Hopper se remarque dans les œuvres figuratives de Diebenkorn à cette époque.
À la fin des années 1940 et au début des années 1950, il vit et travaille à divers endroits : New York, Woodstock, Albuquerque (Nouveau-Mexique), Urbana (Illinois) et Berkeley (Californie)(1953–1966). Il développe son propre style de peinture expressionniste abstraite. L'expressionnisme abstrait, issu de la scène new-yorkaise dans les années 1940, est en plein essor dans le panorama artistique mondial.
Diebenkorn effectue un service militaire dans le corps des Marines entre 1943 et 1945. Après la Seconde Guerre mondiale, l'attention des amateurs d'art quitte l'École de Paris pour celle de New York. Dans les années 1950, Diebenkorn adopte l’expressionnisme abstrait comme style personnel, influencé au début par Clyfford Still, Arshile Gorky, Hassel Smith et Willem de Kooning. Il devient l'un des leaders de l'expressionniste abstrait sur la côte ouest. Entre 1950 et 1952, Diebenkorn bénéficie du G.I. Bill et s'inscrit dans le département des beaux-arts de l'université du Nouveau-Mexique où il crée une version claire de l'expressionnisme abstrait.
Il vit ensuite à Berkeley (Californie), de 1955 à 1966. Vers le milieu des années 1950, Diebenkorn est devenu un important peintre figuratif, dans un style qui réunit la manière de Henri Matisse et l'expressionnisme abstrait. Diebenkorn, Elmer Bischoff, Henry Villierme, David Park, James Weeks participent ensemble à une renaissance de la peinture figurative, qu'on appelle l'École de la Baie de San Francisco (Bay Area Figurative Movement).
Entre l'automne 1964 et le printemps 1965, Diebenkorn voyage à travers l'Europe et se voit accorder un visa culturel pour visiter les musées soviétiques les plus importants. C'est au cours de ce voyage qu'il découvre les œuvres majeures de Matisse. Quand il revient à son atelier à la mi-1965, son travail devient le récit de tout ce qu'il a pu apprendre en plus d'une décennie comme peintre figuratif.
Les œuvres de Matisse Fenêtre ouverte, Collioure et Vue de Notre-Dame vont toutes deux exercer une influence déterminante sur les toiles dites Ocean Park de Richard Diebenkorn. Selon l'historienne d'art Jane Livingston, Diebenkorn a admiré ces deux toiles de Matisse lors une exposition à Los Angeles en 1966, et cette expérience a eu un impact énorme sur lui et son travail. Jane Livingston dit aussi sur l'exposition de Matisse de janvier 1966 que Diebenkorn a vue à Los Angeles :

« Il est difficile de ne pas attribuer la direction qu'a prise son travail à l'énorme choc de cette expérience. Les deux tableaux semblent trouver un écho dans chaque toile d’Ocean Park. La Vue de Notre Dame et Fenêtre à Collioure, toutes deux peintes en 1914, étaient présentées pour la première fois aux États-Unis. »

— Jane Livingston, The Art of Richard Diebenkorn.
Elle ajoute que Diebenkorn a vécu une véritable épiphanie lors de cette rencontre avec Fenêtre à Collioure.
En 1967, Diebenkorn s'installe à Santa Monica et prend un poste de professeur à l'UCLA. Il s'installe dans un petit atelier dans le même immeuble que son vieil ami de l'école de San Francisco, Sam Francis. Pendant l'hiver 1966-1967, il revient à l'abstraction, cette fois avec une vision toute personnelle, un style géométrique qui se démarque clairement de ses débuts de la période expressionniste abstraite. La série Ocean Park, commencée en 1967 et poursuivie et achevée au cours des dix-huit années suivantes. C'est devenu son œuvre la plus célèbre et se compose d'environ 135 peintures. Fondées sur le paysage vu depuis la fenêtre de son atelier, ces compositions abstraites à grande échelle sont nommées d'après une communauté à Santa Monica où il a eu son atelier un temps.
Diebenkorn quitte l'UCLA en 1973. On peut considérer que les tableaux de la série Ocean Park font le lien entre son expressionnisme abstrait des débuts et l'Abstraction lyrique dans laquelle il va se plonger. En 1990, Diebenkorn produit une série de six gravures pour l'édition de presse Arion sur le thèse des Poèmes de Yeats, avec des poèmes choisis et présentés par Helen Murdane.
Richard Diebenkorn meurt le 30 mars 1993 des complications liées à son emphysème à Berkeley.

## Expositions
Richard Diebenkorn a fait sa première exposition au California Palace of the Legion of Honor à San Francisco en 1948.
La première rétrospective importante de son œuvre a eu lieu à la Albright–Knox Art Gallery à Buffalo en 1976 et 1977. L'exposition s'est ensuite tenue à Washington, Cincinnati, Los Angeles et Oakland.
En 1989, John Elderfield, conservateur au Museum of Modern Art de New York, organise une exposition d'œuvres de Diebenkorn sur papier, ce qui constituait la partie la plus importante de sa production.
En 2012, l'exposition « Richard Diebenkorn : The Ocean Park Series », organisée par Sarah C. Bancroft, a lieu à la "orcoran Gallery of Art, l'Orange County Museum of Art et au Musée d'art moderne de Fort Worth à Washington.
En 2017, de mars à mai, le San Francisco Museum of Modern Art (SF MOMA) organise une exposition « Matisse/Diebenkorn » sur l’influence de l’art d’Henri Matisse sur Richard Diebenkorn, avec cent tableaux et dessins, dont quarante de Matisse et soixante de Diebenkorn.